# Pałace Wenecji

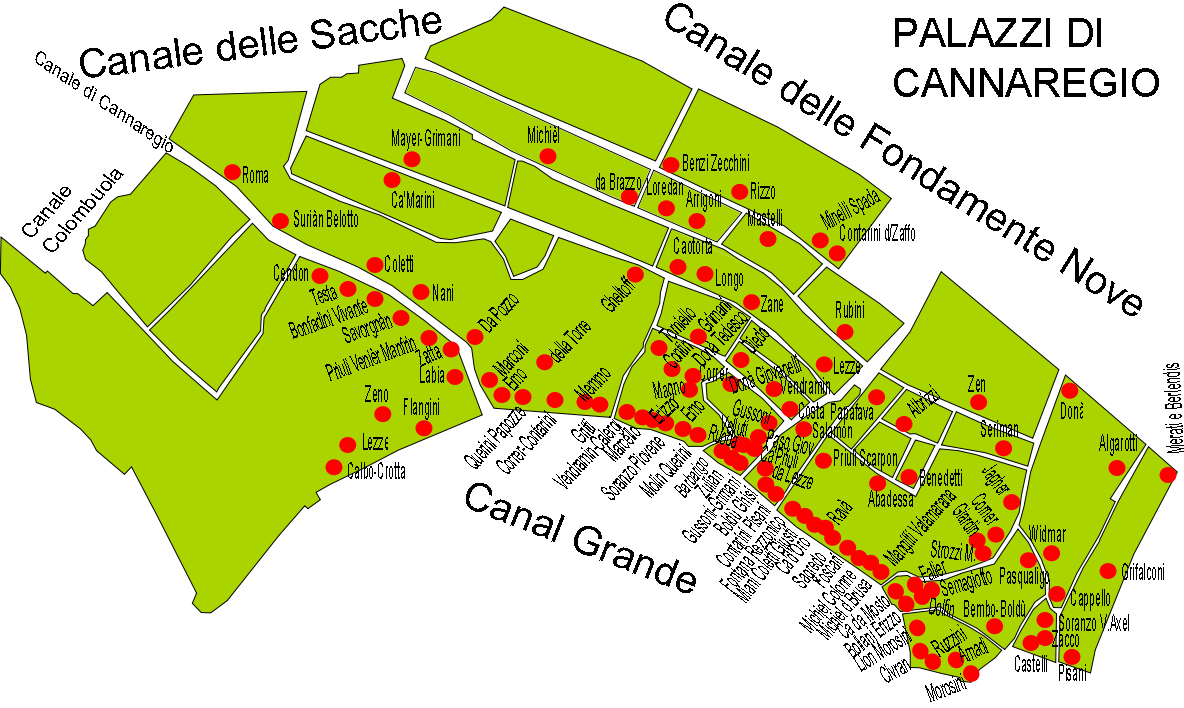
Mapa lokalizacji pałaców w Wenecji

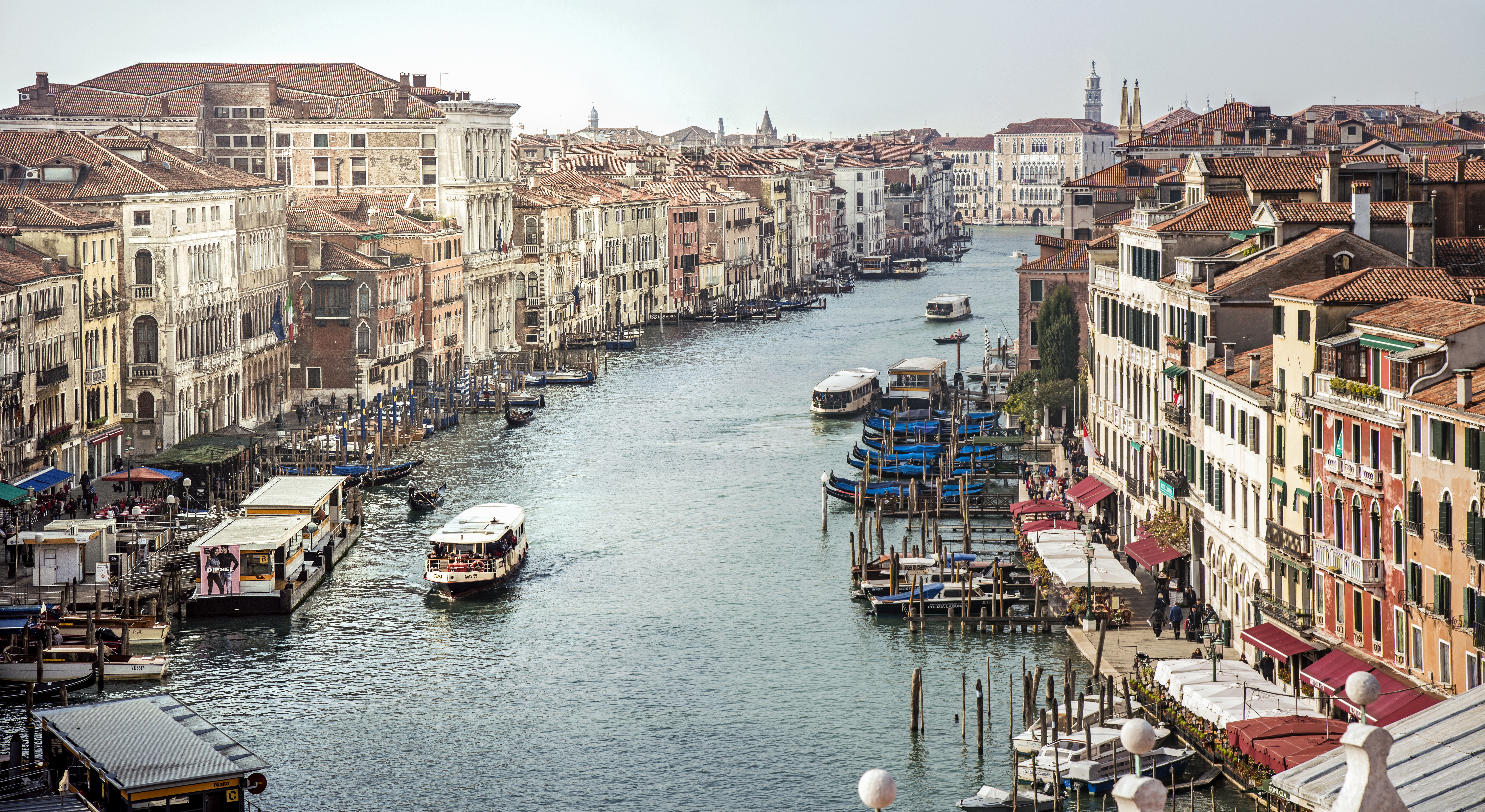
Kanał Grande, nad którym znajduje się większość pałaców Wenecji (widok z Mostu Rialto)

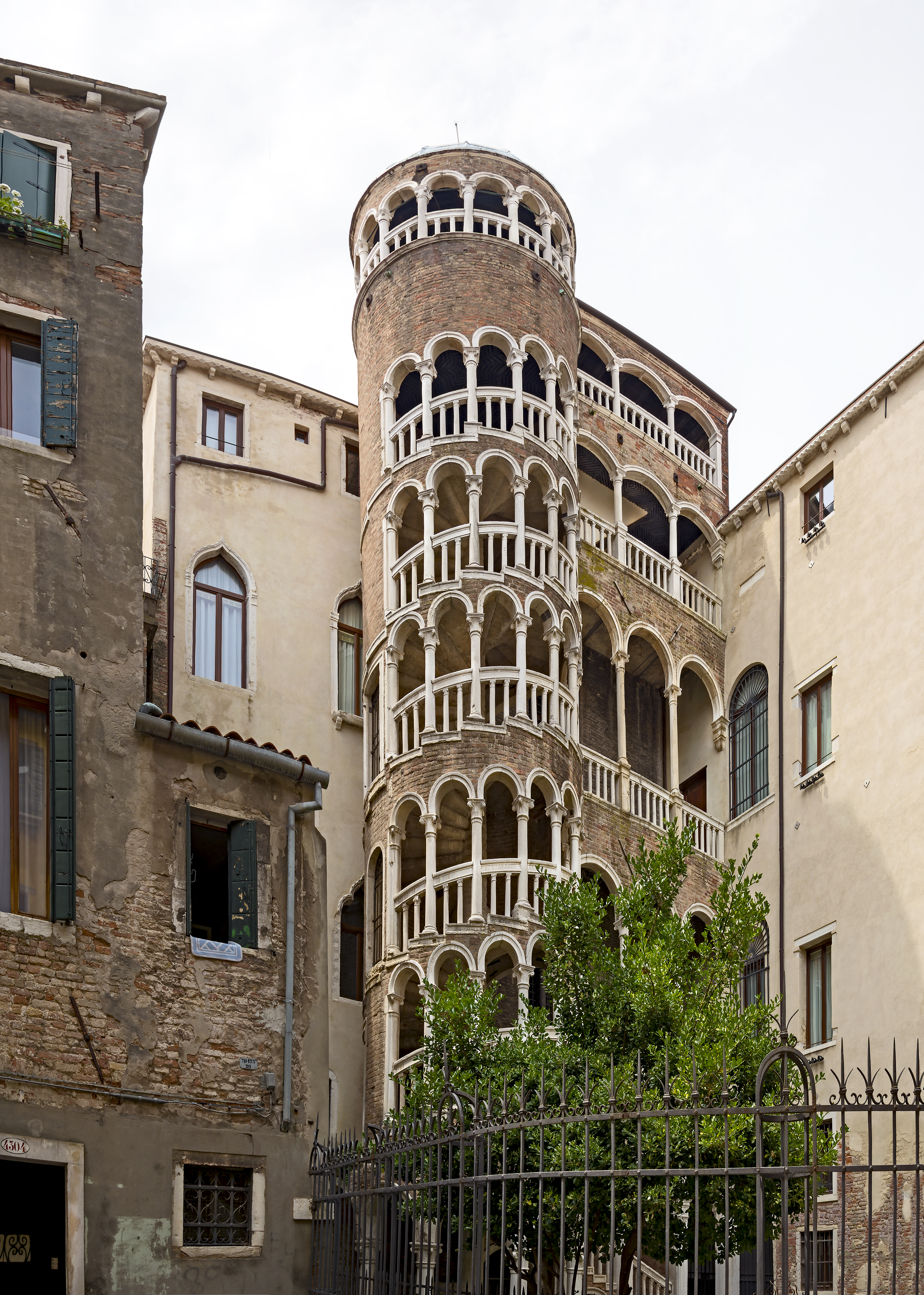
Pałac Contarini – widok na klatkę schodową

Pałace Wenecji – szczególnie wyróżniające się wystrojem i rozmiarami rezydencje mieszkalne i czasami też użyteczności publicznej w Wenecji, których do czasów współczesnych przetrwało ponad 100.
Najbardziej okazałe znajdują się nad Kanałem Grande, głównej arterii wodnej miasta. W latach świetności w Wenecji istniało prawo, które zezwalało jedynie jednemu budynkowi na noszenie miana pałacu – był to Pałac Dożów, rezydencja władców Wenecji. Bogate rodziny weneckie mieszkały według tego prawa w tzw. domach (Casa skrót Ca). Obecnie większość rezydencji patrycjuszy Weneckich nosi w nazwie słowo „pałac”, choć są wyjątki i niektóre weneckie zabytki nazywane są wciąż według dawnej tradycji, np: Ca' Rezzonico lub Ca’ d’Oro. Pałace te od frontu są bogato zdobione, a ich reprezentacyjne wejścia znajdują się od strony kanałów.
W Wenecji budynki zwane później pałacami były budowane w podobnym układzie architektonicznym, praktycznie niezmienionym od XIII wieku. Na pierwszym piętrze, zwanym piano nobile, znajdowały się najczęściej pokoje reprezentacyjne z przeznaczeniem dla gości lub te, w których organizowano przyjęcia. Największa sala znajdowała się zwykle pośrodku od strony fasady budynku i miała jeden rząd dużych okien. Pomieszczenia prywatne i sypialnie były natomiast oświetlane zwykle wąskimi oknami bocznymi. Czasami, pomiędzy parterem a pierwszym piętrem a także w mansardzie znajdowały się rzędy małych okien – tzw. mezzanini (półpiętra), za którymi znajdowały się pomieszczenia gospodarcze i pokoje dla służby lub biura.

## Charakterystyka pałaców
Pierwszym pałacem nad kanałem Grande, znajdującym się zaraz za klasztornym kościołem karmelitów Santa Maria di Nazareth, jest Palazzo Flangini. Budynek został wybudowany na początku XVII wieku przez rodzinę Flangini (greckiego pochodzenia), a zaprojektowany przez Giuseppe Sardi. Pałac widoczny jest na jednym z obrazów Canaletta pochodzącym z 1738 roku i znanym jako Widok kanału Grande od pałacu Palazzo Flangini do kościoła San Marcuola. Za nim znajduje się pałac Contarini a następnie Palazzo Vendramin Calergi. Ten ostatni ważny jest dla historii muzyki poważnej – 13 lutego 1883 roku zmarł w nim Richard Wagner. Sam budynek powstał ok. 1500 roku i został zaprojektowany przez Maura Codussiego, który jako pierwszy zastosował czystą formę renesansową w weneckiej architekturze. Po 1504 roku, po śmierci Codussiego, budowę kontynuowała rodzina Lombardo. Fasada budynku i jej podział okien jest charakterystyczny dla weneckiej architektury – dwa skrajne okna i trzy pośrodku. Innowacją wprowadzoną przez Codussiego było połączenie dwóch okien zamkniętych pełnym łukiem półkolistym, jednym wspólnym łukiem. W utworzonym żagielku wstawił okrągły oculus. Liczne zdobienia, poziome i pionowe elementy struktury fasady są równoważone poprzez belkowanie oddzielające kondygnacje i odgraniczające strefę okien.
Za nimi znajdują się kolejne pałace: Palazzo Marcello, Palazzo Piovente, Palazzo Gussoni Grimani, Palazzo Fontana Rezzonico, (po lewej stronie kanału) i Palazzo Battagia, Ca’ Tron, Ca’ Pesaro (po prawej stronie).

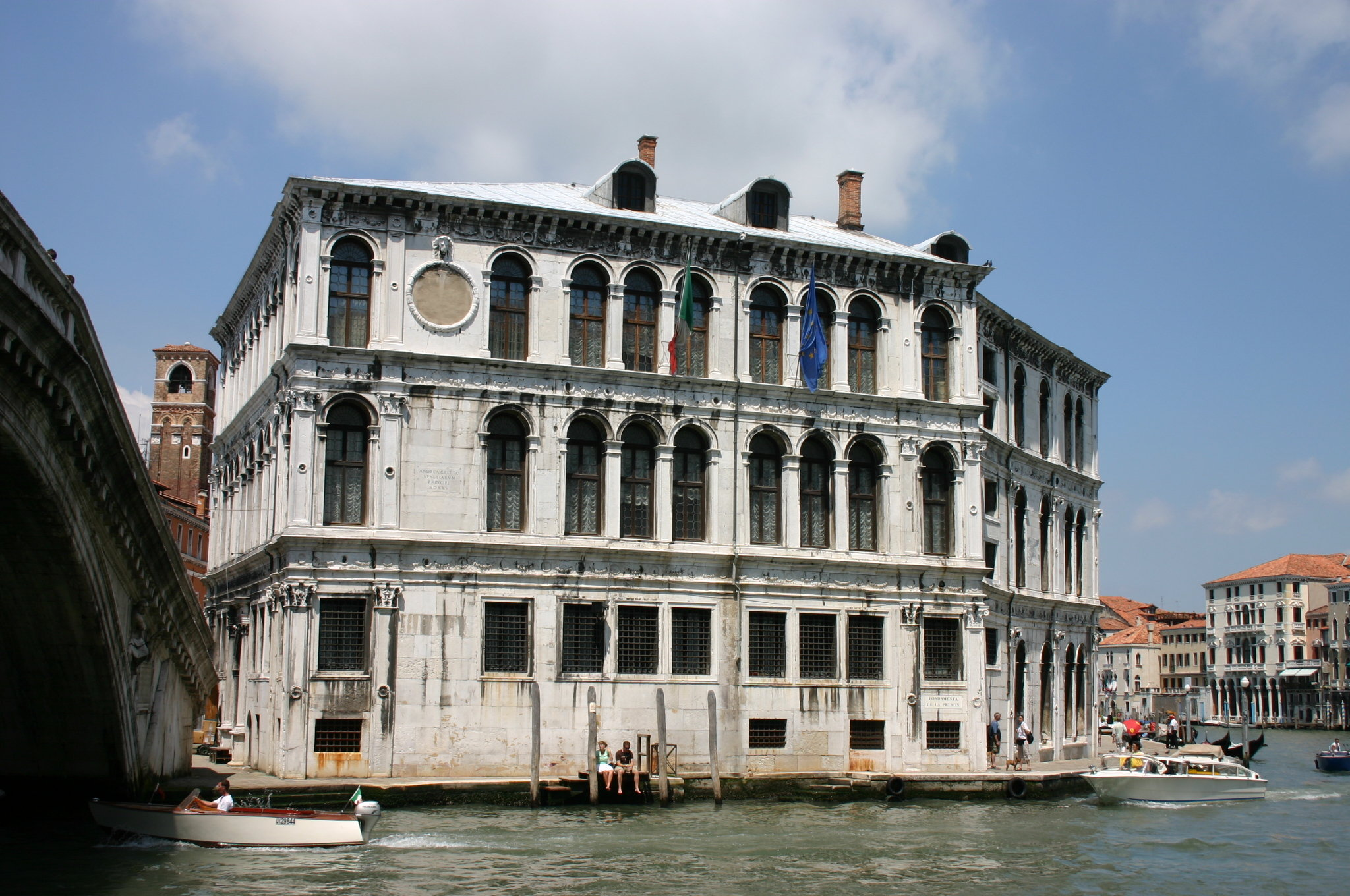
Palazzo del Camerlenghi

W następnej kolejności, na prawym brzegu kanału, znajduje się Pałac Corner della Regina. Budynek powstał ok. 1724 roku w miejsce starego, w którym urodziła się Caterina Cornaro nazwisko, które przybrała boczna linia rodu, z którego wywodziła się późniejsza królowa Cypru. Pałaców jej imienia jest w Wenecji kilka, a ten został wzniesiony przez architekta Domenico Rossiego. W pałacu mieści się obecnie archiwum biennale sztuki współczesnej, odbywającego się co dwa lata w Wenecji, oraz biblioteka poświęcona sztuce współczesnej.
Przed mostem Rialto znajduje się Palazzo dei Camerlenghi. Budynek został wybudowany  latach 1525–1528 za panowania doży Andrei Grittiego i miał przeznaczenie miejskie. W jego murach urzędowali trzej podskarbi a na parterze znajdowało się więzienie.

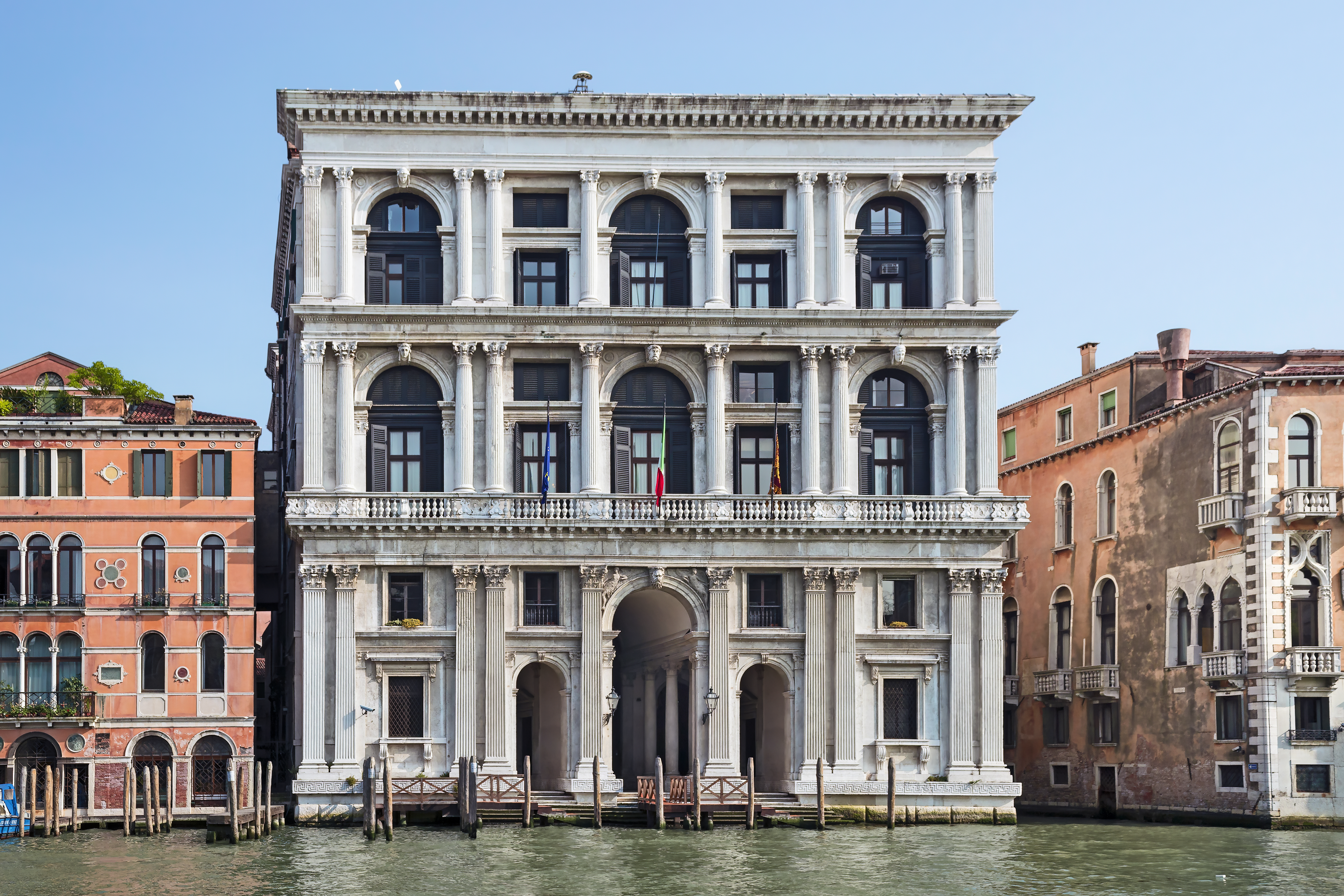
Pałac Grimani

Za mostem na lewym brzegu znajduje się Pałac Dolfin-Manin a następnie Pałac Grimani. Dom powstał w latach 1541 – 1575 za sprawą architekta z Werony Michele Sanmichelego. Jego fasada wyróżnia się wśród ówcześnie budowanych pałaców. Trzy okna znajdujące się w centralnej części są połączone zwykłymi kolumnami pośrodku, gdy kolumny podwójne tworzą odrębną oś okien. Przy odpowiednim świetle ma się wrażenie, iż fasada składa się z dwóch warstw, gdzie pierwsza to wysunięte kolumny i pilastry a druga to ściana rzeczywista. Jego duże okna, niespotykane w architekturze weneckiej, doczekały się legendy wyjaśniającej ich wielkość. Grimani zmarł w 1559 roku i według jego projektu wzniesiono jedynie dwie kondygnacje. Trzecia została zaprojektowana przez Giangacoma de'Grigi a dobudowane przez Antonia Rusconiego.

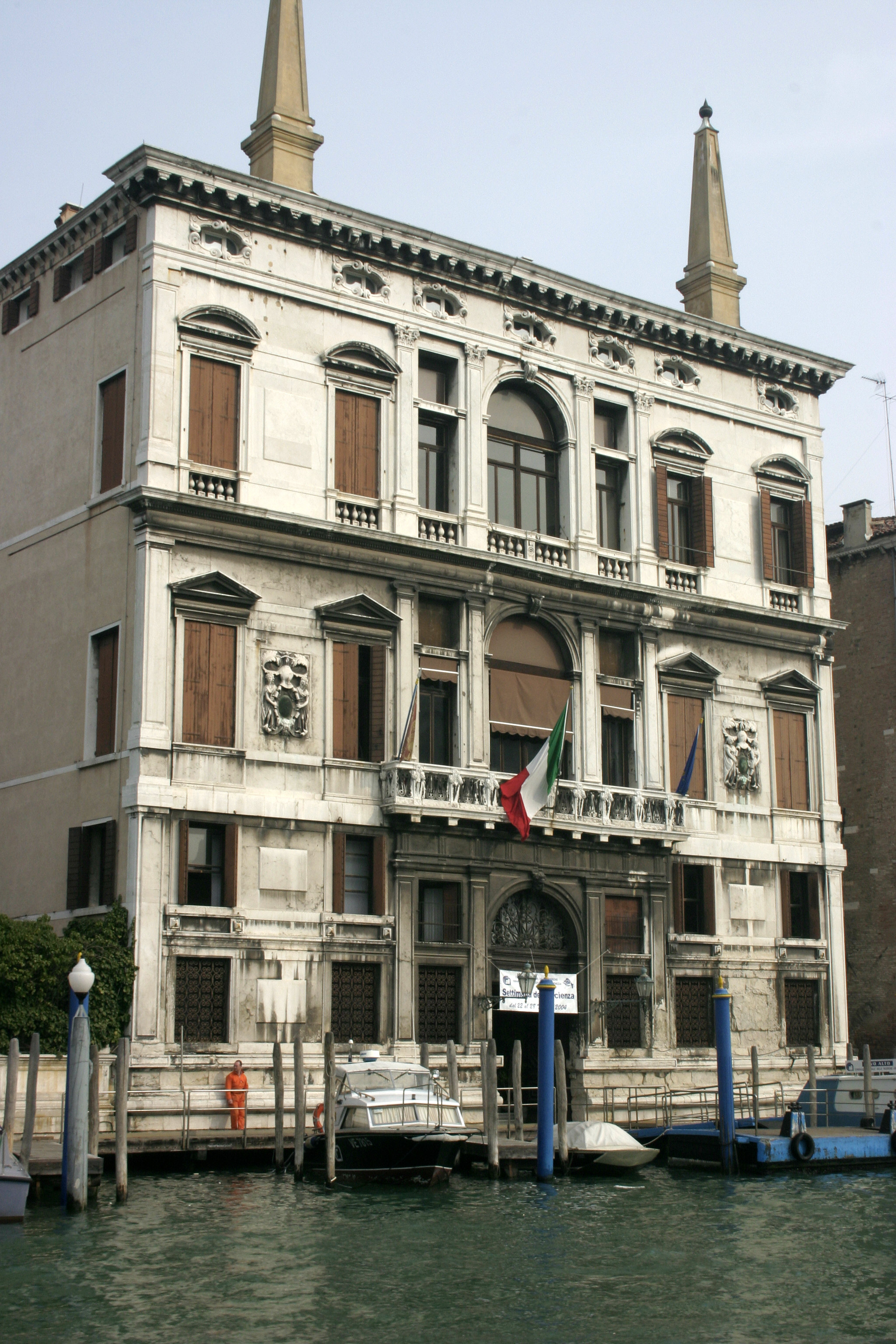
Palazzo Papadopoli

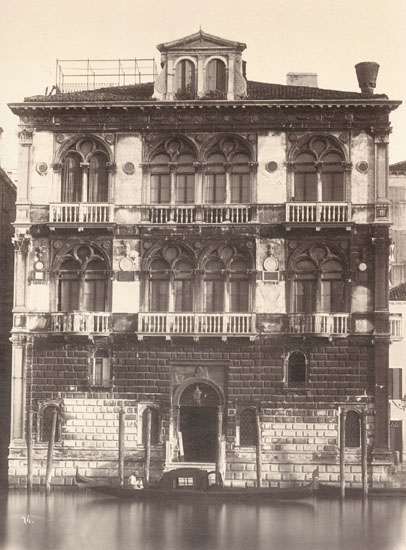
Palazzo Corner Spinelli

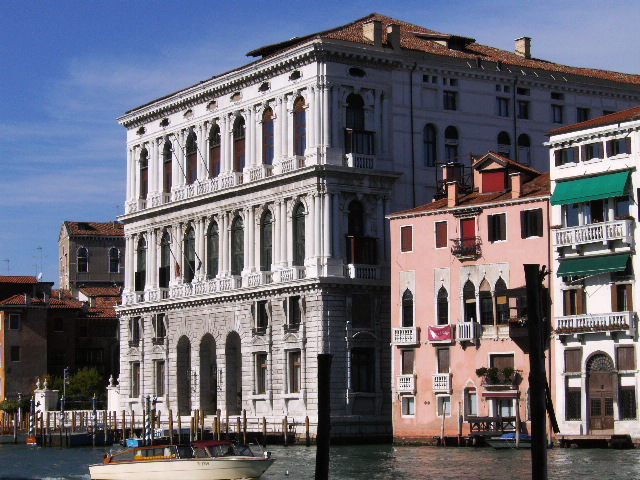
Ca’ Grande

Naprzeciwko pałacu Grimani znajduje się renesansowy pałac Palazzo Papadopoli. Dom został zbudowany przez Giangiacomo de'Grigi, krewnego bardziej znanego Guglielma de' Grigi z Bergamo z rodu Coccina. Budynek ma skromną fasadę z dobrze zaznaczoną osią główną dzięki wielkim oknom w stylu romańskim oraz kolumnom.
Dwa domy dalej od pałacu Grimani znajduje się Palazzo Corner Spinelli. Wybudowany w okresie wczesnego renesansu weneckiego w latach 1490–1510 przez Mauro Coducci nosi znamiona epoki gotyku (w postaci fasady). Na parterze znajdowały się pomieszczenia gospodarcze, a jego fasada zdobiona jest rustyką z małymi oknami. Na piętrze dwudzielne okna są połączone szerokim łukiem romańskim a w środku zostały wkomponowane ornamenty w formie pętelki, co imitowało motywy gotyckie. Formy z kolorowego marmuru miały naśladować inkrustowany marmur z XIII wieku. Cechą wyjątkową dla architektury weneckiej są wysunięte balkony przed oknami bocznymi na poziomie piano nobile.
Z pałacem Corner sąsiaduje Palazzo Mocenigio, a za nim stoi Palazzo Contarini dalle Figure i Palazzo Moro-Lin. Na sąsiednim brzegu do miejsca ujścia do kanału Grande kanału Rio Nuovo znajdują się obecnie cztery pałace: Palazzo Pisani, Palazzo Dona, Palazzo Persico i Palazzo Balbi. Za ujściem kanału Rio Nuovo znajduje się pałac Ca’ Foscari a obok Ca’ Rezzonico, Palazzo dell'Ambasciatore i Palazzo Contarini degli Scrigni Corfu'. Na przeciwległym brzegu kanału wybudowano Palazzo Grassi. Budynek został wybudowany w 1749 roku przez Giorgio Massari dla rodu Grassi z Bolonii. Obecnie znajduje się w nim muzeum. Obok niego stoi Palazzo Giustinian, jeden z większych pałaców, złożony właściwie z dwóch budynków wzniesionych w XV wieku. Jest jednym z przykładów bogato zdobionych form architektonicznych weneckiego gotyku. W tym budynku Richard Wagner skomponował zimą 1858 roku drugi akt opery Tristan i Izolda.
Za ostatnim mostkiem przed Zatoka wenecką, na lewym brzegu, wybudowano Palazzo Cavalli-Franchetti, a zaraz za nim stoi wybudowany w 1533 roku wielki pałac Ca’ Grande. Został on postawiony przez Jacopa Sansovina na zlecenie bratanka królowej Cypru Jacopo Cornaro. Projektant zastosował elementy rustykalne na parterze i kolumny jońskie i korynckie na wyższych kondygnacjach. Były to charakterystyczne formy dla późnego renesansu toskańskiego i rzymskiego. Na jego wzór zostały wzniesione inne gmachy, Palazzo Pisano i pałac Ca’ Rezzonico.  Po tej samej stronie brzegu, aż do placu San Marco usytuowane są Palazzo Hotel Gritti, Palazzo Monolessi Ferro, Palazzo Contarini-Fasan, Palazzi Barozzi-Emo i Palazzo Giustinian. Na przeciwległym brzegu tuż za Gallerie dell’Accademia znajduje się Palazzo Contarini, Palazzo Venier dei Leoni i jeden z najpiękniejszych pałaców Wenecji z barwnymi marmurowymi inkrustacjami – Pałac Ca’ Dario. Budynek został zbudowany dla Giovanniego Daria przez Pietro Lombardo w 1487 roku. Na końcu kanału Grande znajduje budynek najbardziej znany i jedyny w mieście, który zgodnie z przytoczoną na wstępie definicją można nazwać pałacem – Pałac Dożów.